# L6/40
Carro Armato L6/40 – włoski czołg lekki budowany przez fabrykę Fiat-Ansaldo. Oryginalnie miał być przeznaczony na eksport, ale w 1939 roku prawie 300 sztuk zostało zamówionych przez armię włoską.

## Historia
W latach 30. w zakładach Fiat-Ansaldo wykorzystując podwozie tankietki L3/35 zbudowano prototyp czołgu lekkiego. Pierwszy prototyp z 1936 roku uzbrojony był w dwa karabiny maszynowe kalibru 8 mm umieszczone w wieży i armatę 37 mm zamocowana w kadłubowym sponsonie. Ta konstrukcja zainteresowała armie włoską, która postanowiła, że zastąpi ona przestarzałe tankietki w jednostkach zwiadowczych. W 1940 roku model otrzymał nazwę Carro Armato L 6/40. Litera L oznaczała, że jest on czołgiem lekkim, pierwsza cyfra informowała o jego masie, a druga o roku wprowadzenia do służby. W czołgu skierowanym do produkcji zmieniono główne uzbrojenie, armatę 37 mm o słabych parametrach zastąpiono armata automatyczną Breda o mniejszym kalibrze, ale za to lepszych właściwościach bojowych.
Poza wersją uzbrojoną w armatę budowano także wozy uzbrojone w miotacz płomieni. Pancerz pojazdu miał grubość od 6 do 30 mm. W tym czasie lekki L6/40 był porównywany do PzKpfw II, ale do walki wszedł dopiero w 1942 roku, kiedy warunki pola bitwy II wojny światowej stawiały przed wozami znacznie większe wymagania. Wprawdzie wozy te przydzielano do pododdziałów mających wykonywać głównie zadania rozpoznawcze i osłonowe, jednak nawet w takiej roli pojawiły się na froncie za późno, i wyraźnie ustępowały czołgom brytyjskim. Chociaż nie odnosiły sukcesów produkowano je do 1943 roku, czyli praktycznie do kapitulacji Włoch.
Łącznie powstało 440 egzemplarzy tego czołgu. Maszyny te służyły jeszcze po wojnie, aż do początku lat pięćdziesiątych, wykorzystywane do działań policji. Jako że załoga składała się z dwóch osób dowódca pełnił jednocześnie rolę ładowniczego i działonowego, co nie służyło dobrze skuteczności bojowej.

## Pojazdy na podstawie
Semovente da 47/32 - działo samobieżne.